# ベンバトル
ベンバトル（Benbatl）は、イギリスの競走馬。主な勝ち鞍は2018年のドバイターフ(GI)、ダルマイヤー大賞(GI)、コーフィールドステークス(GI)。

## 戦績
2017年4月にドンカスター競馬場でデビュー勝ちする。約2ヶ月後の英ダービーでは以後主戦となるオイシン・マーフィーとの初コンビでウイングスオブイーグルスの5着に入っている。しかし、3歳時の成績はG3のハンプトンコートステークスを制するに留まった。
4歳となった2018年は年明けからドバイでレースに出走。重賞を連勝して挑んだジェベルハッタでは2着に敗れたが、続くドバイターフでは好位追走から直線で早めに抜け出し、日本から参戦のヴィブロス、リアルスティール、ディアドラの激しい2着争いに3馬身1/4の差をつけてG1初制覇。
英国に戻ったクイーンアンステークスでは10着に沈んだが、続く一戦にはドイツのダルマイヤー大賞を選択し、G1・2勝目を挙げる。その後、インターナショナルステークス5着を挟んでオーストラリアへ遠征。初戦のコーフィールドステークスを制し、同一年の3ヶ国G1制覇を達成した。続くコックスプレートでは4連覇を狙う女傑ウィンクスに挑戦したが、及ばず2着に終わる。サイード・ビン・スルール調教師は「素晴らしいレースでした。一か八かで彼女に挑みましたが、ベンバトルは負かされました。馬場に適応できなかったようですが、よく走りました。ただウィンクスは特別な馬です」とコメントした。
2019年も現役を続行したが、前年の厳しいローテーションによる疲れを考慮してドバイターフを回避。ビン・スルール師はシェイク・モハメドに夏までの休養を進言した。復帰戦のジョエルステークスを5馬身差で圧勝し、クイーンエリザベス2世ステークスに1番人気で出走したが、最下位の16着に大敗した。
2020年はまずドバイに遠征し、シングスピールステークスとマクトゥームチャレンジラウンド2をともに勝利する。その後、サウジアラビアに転戦しこの年から新設されたサウジカップに出走し3着となる（1位入線のマキシマムセキュリティの薬物違反により失格となったため2着に繰り上げ）。帰国後、9月のジョエルステークスでは3着に敗退した。
2021年は8月のセレブレーションマイルで始動し2着、続く9月のジョエルステークスを優勝する。10月のクイーンエリザベス2世ステークス9着を最後に現役を引退した。

### 競走成績
以下の内容は、Racing Postの情報に基づく。
| 出走日     | 競馬場                   | 競走名                                         | 格 | 距離    | 着順 | 騎手           | 着差      | 1着（2着）馬         |
| ---------- | ------------------------ | ---------------------------------------------- | -- | ------- | ---- | -------------- | --------- | -------------------- |
| 2017.04.02 | ドンカスター             | 未勝利                                         |    | 芝7f    | 1着  | J.ゴードン     | 7馬身     | Made Of Honour       |
| 0000.04.20 | ニューマーケット         | クレイヴンステークス                           | G3 | 芝8f    | 3着  | S.デソーサ     | 2馬身     | Eminent              |
| 0000.05.18 | ヨーク                   | ダンテステークス                               | G2 | 10.5f   | 2着  | P.コスグレーヴ | 3/4馬身   | Permian              |
| 0000.06.03 | エプソム                 | ダービーステークス                             | G1 | 芝12f   | 5着  | O.マーフィー   | 3馬身1/2  | Wings Of Eagles      |
| 0000.06.22 | アスコット               | ハンプトンコートステークス                     | G3 | 芝10f   | 1着  | O.マーフィー   | 1/2馬身   | （Orderofthegarter） |
| 0000.07.29 | アスコット               | キングジョージ6世&クイーンエリザベスステークス | G1 | 芝12f   | 5着  | O.マーフィー   | 11馬身1/2 | Enable               |
| 0000.09.09 | ヘイドック               | スペリアーマイルステークス                     | G3 | 芝8f    | 6着  | O.マーフィー   | 5馬身3/4  | Ballet Concerto      |
| 2018.01.11 | メイダン                 | シングスピールステークス                       | G3 | 芝9f    | 1着  | O.マーフィー   | 1馬身1/4  | （Emotionless）      |
| 0000.02.01 | メイダン                 | アルラシディヤ                                 | G2 | 芝9f    | 1着  | O.マーフィー   | 3馬身3/4  | （Bay of Poets）     |
| 0000.03.10 | メイダン                 | ジェベルハッタ                                 | G1 | 芝9f    | 2着  | O.マーフィー   | 3/4馬身   | Blair House          |
| 0000.03.31 | メイダン                 | ドバイターフ                                   | G1 | 芝9f    | 1着  | O.マーフィー   | 3馬身1/4  | （ヴィブロス）       |
| 0000.06.19 | アスコット               | クイーンアンステークス                         | G1 | 芝8f    | 10着 | C.スミヨン     | 5馬身1/4  | Accidental Agent     |
| 0000.07.29 | ミュンヘン               | ダルマイヤー大賞                               | G1 | 芝10f   | 1着  | O.マーフィー   | 2馬身3/4  | （Stormy Antarctic） |
| 0000.08.22 | ヨーク                   | インターナショナルステークス                   | G1 | 芝10.5f | 5着  | J.クロウリー   | 5馬身3/4  | Roaring Lion         |
| 0000.10.13 | コーフィールド           | コーフィールドステークス                       | G1 | 芝10f   | 1着  | P.コスグレーヴ | 短頭      | （Blair House）      |
| 0000.10.27 | ムーニーバレー           | コックスプレート                               | G1 | 芝10f   | 2着  | O.マーフィー   | 2馬身     | Winx                 |
| 2019.09.27 | ニューマーケット         | ジョエルステークス                             | G2 | 芝8f    | 1着  | O.マーフィー   | 5馬身     | （King Of Comedy）   |
| 0000.10.19 | アスコット               | クイーンエリザベス2世ステークス                | G1 | 芝8f    | 16着 | O.マーフィー   | 44馬身    | King Of Change       |
| 2020.01.09 | メイダン                 | シングスピールステークス                       | G2 | 芝9f    | 1着  | C.スミヨン     | 4馬身3/4  | （For The Top）      |
| 0000.02.06 | メイダン                 | アルマクトゥームチャレンジラウンド2            | G2 | ダ9.5f  | 1着  | C.スミヨン     | 2馬身     | （Military Law）     |
| 0000.02.29 | キングアブドゥルアジーズ | サウジカップ                                   |    | ダ9f    | 2着  | O.マーフィー   | 2馬身     | Midnight Bisou       |
| 0000.09.25 | ニューマーケット         | ジョエルステークス                             | G2 | 芝8f    | 3着  | L.デットーリ   | 1馬身     | Kameko               |
| 2021.08.28 | グッドウッド             | セレブレーションマイル                         | G2 | 芝8f    | 2着  | O.マーフィー   | 3/4馬身   | Lavender's Blue      |
| 0000.09.24 | ニューマーケット         | ジョエルステークス                             | G2 | 芝8f    | 1着  | O.マーフィー   | 1馬身     | (Pogo)               |
| 0000.10.16 | アスコット               | クイーンエリザベス2世ステークス                | G1 | 芝8f    | 9着  | P.コスグレーヴ | 14馬身1/4 | Baaeed               |

## 種牡馬時代
引退後の2022年より北海道新冠町のビッグレッドファームで種牡馬となる。価格は受胎条件で250万円。
2024年よりオーストラリアビクトリア州のウッドサイドパークスタッドにてシャトル種牡馬として供用されている。

## 血統表
| ベンバトルの血統     | ベンバトルの血統                | ベンバトルの血統         | （血統表の出典）         | （血統表の出典）    |
| 父系                 | ミスタープロスペクター系        | ミスタープロスペクター系 | ミスタープロスペクター系 | [ § 2 ]             |
| 父 Dubawi 2002 鹿毛  | 父の父Dubai Millenium 1996 鹿毛 | Seeking the Gold         | Mr. Prospector           | Mr. Prospector      |
| 父 Dubawi 2002 鹿毛  | 父の父Dubai Millenium 1996 鹿毛 | Seeking the Gold         | Con Game                 |                     |
| 父 Dubawi 2002 鹿毛  | 父の父Dubai Millenium 1996 鹿毛 | Colorado Dancer          | Shareef Dancer           | Shareef Dancer      |
| 父 Dubawi 2002 鹿毛  | 父の父Dubai Millenium 1996 鹿毛 | Colorado Dancer          | Fall Aspen               |                     |
| 父 Dubawi 2002 鹿毛  | 父の母Zomaradah 1995 黒鹿毛     | Deploy                   | Shirley Heights          | Shirley Heights     |
| 父 Dubawi 2002 鹿毛  | 父の母Zomaradah 1995 黒鹿毛     | Deploy                   | Slightly Dangerous       |                     |
| 父 Dubawi 2002 鹿毛  | 父の母Zomaradah 1995 黒鹿毛     | Jawaher                  | *ダンシングブレーヴ      | *ダンシングブレーヴ |
| 父 Dubawi 2002 鹿毛  | 父の母Zomaradah 1995 黒鹿毛     | Jawaher                  | High Tern                |                     |
| 母 Nahrain 2008 栗毛 | 母の父Selkirk 1988 栗毛         | Sharpen Up               | *エタン                  | *エタン             |
| 母 Nahrain 2008 栗毛 | 母の父Selkirk 1988 栗毛         | Sharpen Up               | Rocchetta                |                     |
| 母 Nahrain 2008 栗毛 | 母の父Selkirk 1988 栗毛         | Annie Edge               | Nebbiolo                 | Nebbiolo            |
| 母 Nahrain 2008 栗毛 | 母の父Selkirk 1988 栗毛         | Annie Edge               | Friendly Court           |                     |
| 母 Nahrain 2008 栗毛 | 母の母Bahr 1995 栗毛            | *ジェネラス              | Caerleon                 | Caerleon            |
| 母 Nahrain 2008 栗毛 | 母の母Bahr 1995 栗毛            | *ジェネラス              | Doff the Derby           |                     |
| 母 Nahrain 2008 栗毛 | 母の母Bahr 1995 栗毛            | Lady of the Sea          | Mill Reef                | Mill Reef           |
| 母 Nahrain 2008 栗毛 | 母の母Bahr 1995 栗毛            | Lady of the Sea          | La Mer                   |                     |
| 母系(F-No.)          | 6号族(FN:6-d)                   | 6号族(FN:6-d)            | 6号族(FN:6-d)            | [ § 3 ]             |
| 5代内の近親交配      | Mill Reef5×4＝9.38%             | Mill Reef5×4＝9.38%      | Mill Reef5×4＝9.38%      | [ § 4 ]             |
| 出典                 | 1. 2. 3. 4.                     | 1. 2. 3. 4.              | 1. 2. 3. 4.              | 1. 2. 3. 4.         |

- 母ナーレイン（Nharain）は2011年の仏G1オペラ賞、2012年の米G1フラワーボウル招待ステークスの勝ち馬[9]。
- 半妹に2024年英G1の1000ギニー勝ち馬のエルマルカ（Elmalka）がいる。